# Still Life
Still Life ("Натюрморт") — це третій студійний альбом київського музиканта, сонграйтера Костянтина Почтаря (Postman), реліз альбому відбувся 10 листопада 2023 року. 

## Про альбом
Платівка містить 9 пісень над якими Postman працював разом з музикантами із України та Польщі протягом 2022-2023 рр. У новому альбомі Костянтин Почтар вирушає в незвідані музичні території, вміло поєднуючи заспокійливі акустичні ноти гітари з пульсом електронних бітів і синтезаторів. Надихаючись тропікалією, раннім Девідом Боуї та естетикою імпресіоністів, пісні отримують дещо живописну якість, нагадуючи м’які мазки пастельних кольорів на полотні. Цей новий стиль і музичний підхід виходять далеко за рамки акустичного гітарного фолку, яким Postman був відомий раніше. Ліричний герой у новому альбомі також зазнає змін, стаючи більш віддаленим, а слова — більш абстрактними та алюзійними. Ці композиції відображають крихкість і швидкоплинну красу буття, зображуючи нас як людей, що роблять свої піруети у цій вічній невизначеності.
Перший сингл — "Fellini" вийшов 14 квітня 2023 року. Другий сингл "Other Side" та відеокліп на нього побачили світ 19 вересня. Відео було зняте на 8-міліметрову плівкову камеру у Фленсбурзі, на півночі Німеччини, а чорно-білі кадри під час запису композиції в студії Monochrom у Нижній Сілезії, Польща.
"Це перший реліз без участі когось з 5 Vymir, перший реліз, створений у Польщі, перший альбом, який був записаний від початку до кінця на одній студії, з одним продюсером. Напевно, це робить його на фоні попередніх робіт цілісним і плинним. Вже довгий час мені товаришить відчутна дистанція, як до себе самого, так і до музики, яку я роблю, тож «Still Life» — досить деперсоніфікований альбом. Альбом, з фокусом на стан, емоцію, а не на особистість автора чи ліричного героя. Він про крихкість краси навколо, про вразливість, про втрати і прийняття невизначеності, про дрібні прекрасні речі, про природу і людину серед неї. Тут є пісні про те, як я побачив вперше океан та про спогади з санаторію у Бердянську, є листівка з італійських канікул, на яких я ніколи не був і ода бразильській музиці, що рятувала мене протягом всього минулого року", — пояснює Костя.

## Композиції
1. Other Side (feat. Illia)
2. Fellini
3. Vagaries And Grace
4. Blue Dots
5. Paysage Intime
6. Segundos Transparentes
7. Nazare
8. Common Memory
9. Waving To The Sunrise

## Музиканти
Костянтин Почтар — вокал, гітара, бас, синтезатори, драм-машина.
Ілля Вовк — вокал (1), бек-вокал (2), рояль (1, 2), синтезатори (1, 2, 3, 6)
Лесик Омодада — барабани, перкусія (1, 2, 6, 9)
Oleś Kulczewicz — Grand Piano (8)
Dawid Kałuża — бек-вокал (6, 7).